# Enaliarctos
Enaliarctos (морський ведмідь) — викопний рід примітивних ластоногих, що виділений у монотипову родину Enaliarctidae (морські ведмеді).

## Назва
Назва роду походить від дав.-гр. ἐνάλιος ἄρκτος, що означає «морський ведмідь».

## Характеристика
Жили еналіарктоси в кінці олігоцену-початку міоцену (близько 30—20 млн років тому) на території американських штатів Каліфорнія і Орегон.

### Опис
Один з найдавніших морських ссавців, схожий на морського лева. Його лапи ще були схожі на кінцівки наземної тварини, але мали перетинки між пальцями. По черепу вчені визначили, що у нього були дуже великі очі та чутливі вуса, як у сучасних морських котиків. Вів спосіб життя подібний до видри, а будова зубів вказує на те, що хоч він і харчувався різною їжею, але істотною частиною його раціону була риба.

## Класифікація
Наразі виділяють п'ять видів:
- † Enaliarctos mealsi
- † Enaliarctos barnesi
- † Enaliarctos emlongi
- † Enaliarctos mitchelli
- † Enaliarctos tedfordi